# Потуданская сельская территория
Потуданская сельская территория — административно-территориальная единица Старооскольского городского округа включающая в себя 1 село и 3 поселка: Потудань, Логвиновка, Пасечный, Первомайский. Административный центр — село Потудань.

## Состав сельской территории
| № | Населённый пункт | Тип населённого пункта       | Население |
| - | ---------------- | ---------------------------- | --------- |
| 1 | Логвиновка       | поселок                      | ↘24       |
| 2 | Пасечный         | поселок                      | ↘34       |
| 3 | Первомайский     | поселок                      | →0        |
| 4 | Потудань         | село, административный центр | ↘493      |

## Географические данные
| Общая площадь        | 4006 га.  |
| -------------------- | --------- |
| Сельхозугодья        | 3675 га.  |
| Пашня                | 3208 га.  |
| Сенокосы, пастбища   | 465,2 га. |
| Леса и лесополосы    | 169,9 га. |
| Реки, пруды, водоемы | 49 га.    |
| Протяженность дорог  | 19,65 км. |